# Конный спорт на летних Олимпийских играх 1900 — прыжки в длину
Соревнования по прыжкам в длину в конном спорте на летних Олимпийских играх 1900 прошли 31 мая. Приняли участие 17 спортсменов.

## Призёры
| Золото                                       | Серебро                                    | Бронза                          |
| Констант ван Лангендонк на Extra-Dry Бельгия | Джованни Джорджо Триссино на Oreste Италия | Жак де Прюнеле на Tolla Франция |

## Соревнование
| Место | Спортсмен                        | Лошадь     | Результат  |
| ----- | -------------------------------- | ---------- | ---------- |
| 1     | Констант ван Лангендонк (BEL)    | Extra-Dry  | 6,10 м     |
| 2     | Джованни Джорджо Триссино (ITA)  | Oreste     | 5,70 м     |
| 3     | Жак де Прюнеле (FRA)             | Tolla      | 5,30 м     |
| 4     | Луи-Наполеон Мюрат (FRA)         | Байар      | 4,90 м     |
| 5—17  | ван дер Мёлен (BEL)              | Неизвестна | Неизвестен |
| 5—17  | Уберто Висконти ди Модроне (ITA) | Неизвестна | Неизвестен |
| 5—17  | Герман Джон Мэндл (USA)          | Неизвестна | Неизвестен |
| 5—17  | Анри Плок (FRA)                  | Неизвестна | Неизвестен |
| 5—17  | неизвестные 9 спортсменов        |            |            |